# شلسفيغ هولشتاين
شليسفيغ-هولشتاين (بالألمانية: Schleswig-Holstein)، هي ولاية ألمانية تقع في أقصى شمال ألمانيا، وتُعد واحدة من الولايات الستة عشر المكوّنة للجمهورية الاتحادية. تضم الولاية معظم أراضي دوقية هولشتاين التاريخية، بالإضافة إلى الجزء الجنوبي من دوقية شليسفيغ السابقة. عاصمتها مدينة كيل، ومن أبرز مدنها الأخرى لوبيك وفلنسبورغ. تبلغ مساحة الولاية نحو 15,763 كيلومترًا مربعًا، مما يجعلها خامس أصغر ولاية ألمانية من حيث المساحة، إذا أُخذت في الحسبان الولايات المدن.
غالبًا ما يُستخدم اسم "شليسفيغ-هولشتاين" أيضًا للإشارة إلى منطقة تاريخية أوسع، تشمل الولاية الحالية بالإضافة إلى جنوب يوتلاند (شمال شليسفيغ)، التي تُشكّل اليوم جزءًا من منطقة جنوب الدنمارك.
خضعت منطقة شليسفيغ لسيطرة الدنمارك في عصر الفايكنغ، لكنها أصبحت في القرن الثاني عشر دوقية ضمن المملكة الدنماركية. أما هولشتاين، فكانت تابعة للإمبراطورية الرومانية المقدسة. واعتبارًا من عام 1460، أصبح ملك الدنمارك يحكم كلتا الدوقيتين بصفته دوقًا عليهما، حيث ظلت شليسفيغ جزءًا من الدنمارك، في حين بقيت هولشتاين ضمن أراضي الإمبراطورية.
في القرن التاسع عشر، احتدم النزاع بين الدنمارك وألمانيا حول السيادة على شليسفيغ-هولشتاين، وهي منطقة كانت غالبية سكانها من الألمان. وقد عُرف هذا النزاع بـ"مسألة شليسفيغ-هولشتاين"، التي أدت إلى اندلاع الحرب الشلسفغية الأولى عام 1848، عندما حاولت الدنمارك ضم المنطقة رسميًا. لكن بعد انتصار دنماركي مؤقت، اندلعت الحرب الشلسفغية الثانية عام 1864، والتي انتهت بهزيمة الدنمارك وضم المنطقة إلى بروسيا عام 1867.
عقب هزيمة ألمانيا في الحرب العالمية الأولى، فُرض على ألمانيا إجراء استفتاءات عام 1920 لتحديد تبعية شليسفيغ، ما أدى إلى عودة أجزاء من شمال المنطقة إلى الدنمارك. أما في أعقاب الحرب العالمية الثانية، فقد استقبلت شليسفيغ-هولشتاين أكثر من مليون لاجئ ألماني من الأراضي الشرقية السابقة.
يُعرف اقتصاد شليسفيغ-هولشتاين اليوم بنشاطه الزراعي، لا سيما سلالة أبقار هولشتاين المعروفة عالميًا. كما أن موقعها على كل من بحر الشمال وبحر البلطيق جعلها مركزًا مهمًا للتجارة وصناعة السفن، فضلًا عن مرور قناة كيل عبرها، وهي أكثر الممرات المائية الاصطناعية ازدحامًا في العالم. تُعد أيضًا من المنتجين الرئيسيين للنفط البحري والطاقة من مزارع الرياح. أما الصيد البحري، فهو من الأنشطة الاقتصادية التقليدية المهمة، وله تأثير واضح في المطبخ المحلي للولاية. وتُعد شليسفيغ-هولشتاين كذلك وجهة سياحية مفضلة لدى الألمان والزوار من مختلف أنحاء العالم.

## الجغرافيا
شليسفيش هولشتاين تقع في أقصى شمال ألمانيا وتطل من الشرق على بحر البلطيق ومن الغرب على بحر الشمال. تحدها من الشمال الدانمارك ومن الجنوب ميكلينبورغ-فوربومرن وهامبورغ وسكسونيا السفلى.
معظم أراضي الولاية سهلية، أعلى مرتفع هو بونغسبيرغ (168 متراً). هناك العديد من البحيرات خاصة في شرق هولشتاين، حيث تسمى سويسرا الهولسشتاينية. مجموعة جزر فريزن تقع على الشاطئ الغربي وجزيرة أخرى تدعى هيلغولاند تقع أبعد إلى الشمال الغربي. هناك جزيرة واحدة في الشرق، ألا وهي جزيرة فيهمان. أهم الأنهار: إلبه وآيدر.

## التقسيم السياسي وأهم المدن
تقسم الولاية إلى 11 دائرة قروية و 4 دوائر مدنية.
كيل هي العاصمة وأكبر مدينة بالولاية، عدد سكانها يبلغ 229000 نسمة. أهم المدن الأخرى: لوبك، فلنسبورغ ونويمونستر.

## الاقتصاد والبنية التحتية
يعتمد اقتصاد الولاية بشكل عام على الزراعة وصيد الأسماك. هناك 3 مناطق اقتصادية كبيرة: المنطقة المحيطة بهامبورغ (صناعات ثقيلة وخدمات)، الساحل الغربي (سياحة وطاقة الرياح) وفي المدن على الساحل الشرقي.
يوجد بكيل ولوبك مطارات دولية. تملك الولاية عدة موانئ بحرية أهمها موجود بكيل ولوبك أيضاً. هناك خطوط ملاحية تجارية مهمة مع دول اسكدنافيا، روسيا ودول البلطيق.

## التعليم والثقافة
تملك شليسفغ-هولشتاين 3 جامعات، 8 معاهد تطبيقية، معهد عالي للفنون ومعهد عالي آخر للإدارة.
هناك أربع لغات رسمية بالولاية: الفريزية، الدنماركية، ألمانية سفلى (Plattdeutsch) والألمانية (الفصحى).

## توأمة
لشلسفيغ هولشتاين اتفاقيات توأمة مع كل من:
- أوسلو
- مقاطعة سوندرلاند (2001 - )[11]
- بايي دو لا لوار (1992 - )
- محافظة بوميرانيا (1992 - )
- أوبلاست كالينينغرادسكايا (2004 - )
- هيوغو (1995 - )
- ماريلند (2002 - )
- جيجيانغ (1986 - )

## أعلام
- فريدريك داهل
- إدوارد إس. زالومون
- هاينز شوبرت
- إميل هانسن
- يواخيم بيكاو

## وصلات خارجية
- موقع شليسفغ-هولشتاين الرسمي